# Amistadopstand

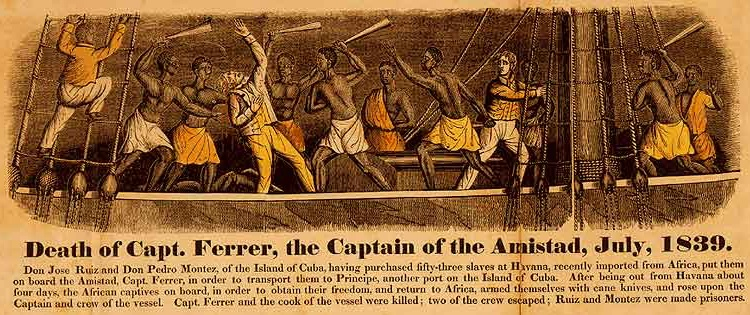
Tekening van de Amistadopstand; uit: A History of the Amistad Captives door John Warner Barber (1840)

De Amistadopstand vond plaats in 1839 aan boord van het Spaanse schip La Amistad.

## Het verloop
Het slavenschip La Amistad voer op 27 juni 1839 uit van de haven van Havana (Cuba). Aan boord hield men 49 Afrikaanse slaven gevangen. Zij zouden worden overgebracht naar Puerto Principe (ook Cuba). Daarnaast waren er nog vijf tot de bemanning behorende slaven aan boord. Op 2 juli wisten de gevangenen zich te bevrijden, waarop een algemene muiterij uitbrak. Het  grootste deel van de bemanning, inclusief de kapitein, werd om het leven gebracht. Twee bemanningsleden wisten in een sloep te ontsnappen. Ook twee slaven kwamen om. Twee bemanningsleden (José Ruiz en Pedro Móntez) werden in leven gehouden nadat zij beloofden dat ze het schip naar Afrika zouden navigeren. Ze stuurden de Amistad echter in noordelijke richting langs de kust van de Verenigde Staten, waar het schip op 26 augustus voor Long Island (vlak bij New York) voor anker ging. Daaropvolgend enterde de Amerikaanse marine het schip met de lading. De slaven werden overgebracht naar de staat Connecticut. Dit was namelijk een van de weinige noordelijke staten waar slavernij nog steeds toegestaan was.

## Rechtszaak
In de daarop volgende rechtszaken besloot men dat het transport van slaven over de Atlantische Oceaan verboden was en dat de gevangenen van La Amistad daarom geen slaven konden zijn. Op 9 maart 1841 volgde de vrijlating. Het jaar daarop werden zij naar Liberia in Afrika gestuurd.

## Verfilming
Steven Spielberg regisseerde in 1997 een film Amistad naar het waargebeurde verhaal met in de hoofdrollen Morgan Freeman en Anthony Hopkins.